# Sugomel nigrum
Sugomel nigrum là một loài chim trong họ Meliphagidae. Đây là loài duy nhất trong chi Sugomel. Đây là loài dị hình giới tính, con trống có lông màu đen và trắng còn con mái có màu nâu xám lốm đốm, chim non có màu lông giống chim mái.
Đây loài là loài đặc hữu của Úc, và có phạm vi phân bố rộng rãi trên khắp các khu vực khô cằn của châu lục này, qua rừng mở và vùng cây bụi, đặc biệt là ở những nơi có bụi cây emu và các loài liên quan hiện diện. Chúng ăn mật hoa, và có mỏ cong dài để đưa mỏ tận đáy của hoa hình ống như những bụi cây emu. Chúng cũng bắt côn trùng khi đang bay, và thường xuyên ăn đóm tàn lửa trại.
Là một loài chim ăn mật hoa, loài chim này có mỏ cong dài để có thể với tới gốc của những bông hoa hình ống như những bông hoa của bụi cây emu. Loài này cũng bắt côn trùng trong không trung, và thường xuyên ăn tro bỏ lại trong lửa trại. Tổ có hình cốc được xây trong dĩa của những cây nhỏ hoặc cây bụi. Con trống bay vút lên và hót trong mùa giao phối, nhưng đóng góp rất ít vào việc xây tổ hoặc ấp trứng, mỗi tổ hai đến ba quả trứng. Cả chim bố và chim mẹ đều cùng nuôi và chăm sóc chim non. Trong khi dân số dường như đang giảm, số lượng đủ lớn và phổ biến rộng rãi nên loài này được coi là loài ít quan tâm trong Sách đỏ các loài có nguy cơ tuyệt chủng của Liên minh Bảo tồn Quốc tế (IUCN).